# 艾倫代爾 (加利福尼亞州索拉諾縣)
艾倫代爾（英語：Allendale）是位於美國加利福尼亞州索拉諾縣的一個人口普查指定地區。

## 地理
艾倫代爾的座標為38°26′41″N 121°56′35″W / 38.44472°N 121.94306°W，而該地最高點為海拔高度37米（即121英尺）。

## 人口
根據2010年美國人口普查的數據，艾倫代爾的面積為16.058平方千米，當中陸地面積為15.893平方千米，而水域面積為0.165平方千米。當地共有人口1506人，而人口密度為每平方千米93人。